# صهيب الملكاوي
صهيب الملكاوي (27 أبريل 1974 -) هو صحفي ومذيع أردني. 

## حياته ونشأته
وهو حاصل على بكالوريوس صحافة وإعلام - تخصص إذاعة وتلفزيون من جامعة اليرموك عام 1995 في إربد. عمل مذيعا في التلفزيون الأردني من 1998 إلى 2001 ثم انتقل لقناة الجزيرة الفضائيةوعمل كمذيعا للأخبار السياسية لمدة أربع سنوات قام خلالها بتغطية الحرب على العراق والحرب على أفغانستان والهجوم على ياسر عرفات ومحاصرته في المقاطعة، ثم انتقل إلى قسم الاقتصاد حيث يعمل مذيعا أولا للنشرات الاقتصادية وقام بتغطية عدة مؤتمرات كما عمل على تقديم عدة برامج.